# Melanerpes herminieri
Melanerpes herminieri o carpintero de Guadalupe es una especie de ave piciforme, perteneciente a la familia Picidae, subfamilia Picinae, del género Melanerpes.
Es una especie de ave endémica y sedentaria del archipiélago de Guadalupe en las Antillas Menores. Este pájaro carpintero selvático de tamaño mediano y plumaje monomórfico con reflejos púrpura en el pecho, vive principalmente en las zonas de la selva tropical de la isla pero, bajo la presión urbanística, se adapta igualmente a medios selváticos más abiertos de la isla. Es solitario y monógamo durante la época reproductiva. Anida en los huecos que hace con su potente pico en los troncos de los árboles secos, principalmente en cocoteros, donde la hembra pone de tres a cinco huevos que incuba durante quince días hasta la eclosión de los polluelos y después asegura su alimentación en el nido durante un mes aproximadamente. Los ejemplares jóvenes permanecen junto a los padres durante un largo periodo de aprendizaje antes de independizarse. Los carpinteros de Guadalupe son principalmente insectívoros, aunque se alimentan también de dos pequeños vertebrados (una rana arborícola y una especie de anolis endémico), y además consumen un gran variedad de fruta de temporada.
Es una especie casi amenazada según la UICN debido a su endemismo, la predación de sus huevos y sus nidos por las ratas negras, el número total de ejemplares relativamente débiles y por las condiciones específicas del archipiélago (topografía, fragmentación del hábitat y urbanismo). Es uno de los símbolos de la fauna guadalupana bastante fácil de encontrar en el Parque Nacional de Guadalupe. Parece estar relativamente protegido en la isla de Basse-Terre, sin embargo, en la isla Grande-Terre su situación es claramente más preocupante.